# NHK Trophy 2023
NHK Trophy 2023 – szóste, a zarazem ostatnie w kolejności zawody łyżwiarstwa figurowego z cyklu Grand Prix 2023/2024. Zawody rozgrywano od 24 do 26 listopada 2023 roku w Osace.
Wśród solistów zwyciężył Japończyk Yuma Kagiyama, zaś w konkurencji solistek Amerykanka Ava Marie Ziegler dla której było to pierwsze zwycięstwo w zawodach z cyklu Grand Prix. W parach sportowych drugie zwycięstwo w sezonie odnieśli reprezentanci Niemiec Minerva Fabienne Hase i Nikita Wołodin. W parach tanecznych pierwszy złoty medal zawodów z cyklu Grand Prix dla Wielkiej Brytanii wywalczyli Lilah Fear i Lewis Gibson.

## Rekordy świata
| Rekordy świata (GOE±5) na moment rozpoczęcia zawodów (stan na 24 listopada 2023): | Rekordy świata (GOE±5) na moment rozpoczęcia zawodów (stan na 24 listopada 2023): | Rekordy świata (GOE±5) na moment rozpoczęcia zawodów (stan na 24 listopada 2023): | Rekordy świata (GOE±5) na moment rozpoczęcia zawodów (stan na 24 listopada 2023): | Rekordy świata (GOE±5) na moment rozpoczęcia zawodów (stan na 24 listopada 2023): | Rekordy świata (GOE±5) na moment rozpoczęcia zawodów (stan na 24 listopada 2023): |
| Konkurencja                                                                       | Segment                                                                           | Zawodnicy                                                                         | Punkty                                                                            | Zawody                                                                            | Data                                                                              |
| --------------------------------------------------------------------------------- | --------------------------------------------------------------------------------- | --------------------------------------------------------------------------------- | --------------------------------------------------------------------------------- | --------------------------------------------------------------------------------- | --------------------------------------------------------------------------------- |
| Soliści                                                                           | Nota łączna                                                                       | Nathan Chen                                                                       | 335,30                                                                            | Finał Grand Prix 2019                                                             | 7 grudnia 2019                                                                    |
| Soliści                                                                           | Program dowolny                                                                   | Nathan Chen                                                                       | 224,92                                                                            | Finał Grand Prix 2019                                                             | 7 grudnia 2019                                                                    |
| Soliści                                                                           | Program krótki                                                                    | Nathan Chen                                                                       | 113,97                                                                            | Zimowe igrzyska olimpijskie 2022                                                  | 10 lutego 2020                                                                    |
| Solistki                                                                          | Nota łączna                                                                       | Kamiła Walijewa                                                                   | 272,71                                                                            | Rostelecom Cup 2021                                                               | 27 listopada 2021                                                                 |
| Solistki                                                                          | Program dowolny                                                                   | Kamiła Walijewa                                                                   | 185,29                                                                            | Rostelecom Cup 2021                                                               | 27 listopada 2021                                                                 |
| Solistki                                                                          | Program krótki                                                                    | Kamiła Walijewa                                                                   | 90,45                                                                             | Mistrzostwa Europy 2022                                                           | 13 stycznia 2022                                                                  |
| Pary sportowe                                                                     | Nota łączna                                                                       | Sui Wenjing / Han Cong                                                            | 239,88                                                                            | Zimowe igrzyska olimpijskie 2022                                                  | 19 lutego 2022                                                                    |
| Pary sportowe                                                                     | Program dowolny                                                                   | Anastasija Miszyna / Aleksandr Gallamow                                           | 157,46                                                                            | Mistrzostwa Europy 2022                                                           | 13 stycznia 2022                                                                  |
| Pary sportowe                                                                     | Program krótki                                                                    | Sui Wenjing / Han Cong                                                            | 84,41                                                                             | Zimowe igrzyska olimpijskie 2022                                                  | 18 lutego 2022                                                                    |
| Pary taneczne                                                                     | Nota łączna                                                                       | Madison Chock / Evan Bates                                                        | 232,32                                                                            | World Team Trophy 2023                                                            | 14 kwietnia 2023                                                                  |
| Pary taneczne                                                                     | Taniec dowolny                                                                    | Madison Chock / Evan Bates                                                        | 138,41                                                                            | World Team Trophy 2023                                                            | 14 kwietnia 2023                                                                  |
| Pary taneczne                                                                     | Taniec rytmiczny                                                                  | Madison Chock / Evan Bates                                                        | 93,91                                                                             | World Team Trophy 2023                                                            | 13 kwietnia 2023                                                                  |

## Wyniki

### Soliści
| Poz. | Zawodnik            | Nota łączna | SP | SP     | FS | FS     |
| ---- | ------------------- | ----------- | -- | ------ | -- | ------ |
| 1    | Yuma Kagiyama       | 288,39      | 1  | 105,51 | 2  | 182,88 |
| 2    | Shōma Uno           | 286,55      | 2  | 100,20 | 1  | 186,35 |
| 3    | Lukas Britschgi     | 254,60      | 3  | 86,42  | 3  | 168,18 |
| 4    | Nika Egadze         | 237,34      | 7  | 81,30  | 4  | 156,04 |
| 5    | Camden Pulkinen     | 229,32      | 4  | 86,40  | 8  | 142,92 |
| 6    | Gabriele Frangipani | 227,15      | 8  | 78,20  | 6  | 148,95 |
| 7    | Deniss Vasiļjevs    | 221,95      | 5  | 82,14  | 9  | 139,81 |
| 8    | Aleksandr Selevko   | 221,43      | 9  | 75,85  | 7  | 145,58 |
| 9    | Tatsuya Tsuboi      | 216,62      | 12 | 64,63  | 5  | 151,99 |
| 10   | Luc Economides      | 211,12      | 10 | 74,24  | 11 | 136,88 |
| 11   | Wesley Chiu         | 209,16      | 11 | 72,02  | 10 | 137,14 |
| 12   | Michaił Selevko     | 207,58      | 6  | 81,31  | 12 | 126,27 |

### Solistki
| Poz. | Zawodniczka         | Nota łączna | SP | SP    | FS | FS     |
| ---- | ------------------- | ----------- | -- | ----- | -- | ------ |
| 1    | Ava Marie Ziegler   | 200,50      | 5  | 62,04 | 1  | 138,46 |
| 2    | Lindsay Thorngren   | 198,73      | 1  | 68,93 | 3  | 129,80 |
| 3    | Nina Pinzarrone     | 194,66      | 2  | 63,44 | 2  | 131,22 |
| 4    | Lee Hae-in          | 188,95      | 3  | 62,93 | 6  | 126,02 |
| 5    | Yuna Aoki           | 184,46      | 8  | 58,28 | 5  | 126,18 |
| 6    | Anastasija Gubanowa | 184,32      | 10 | 55,80 | 4  | 128,52 |
| 7    | Kim Ye-lim          | 183,19      | 7  | 59,33 | 7  | 123,86 |
| 8    | Mai Mihara          | 172,64      | 4  | 62,82 | 9  | 109,82 |
| 9    | Wakaba Higuchi      | 165,69      | 11 | 52,18 | 8  | 113,51 |
| 10   | Wi Seo-yeong        | 158,15      | 6  | 60,63 | 11 | 97,52  |
| 11   | Léa Serna           | 156,04      | 9  | 56,85 | 10 | 99,19  |
| 12   | Lindsay van Zundert | 125,82      | 12 | 43,46 | 12 | 82,36  |

### Pary sportowe
| Poz. | Zawodnicy                                       | Nota łączna | SP | SP    | FS | FS     |
| ---- | ----------------------------------------------- | ----------- | -- | ----- | -- | ------ |
| 1    | Minerva Fabienne Hase / Nikita Wołodin          | 202,51      | 1  | 67,23 | 1  | 135,28 |
| 2    | Lucrezia Beccari / Matteo Guarise               | 190,31      | 2  | 66,77 | 2  | 123,54 |
| 3    | Rebecca Ghilardi / Filippo Ambrosini            | 186,47      | 4  | 62,98 | 3  | 123,49 |
| 4    | Anastasija Gołubiewa / Hektor Giotopoulos Moore | 185,39      | 3  | 64,61 | 4  | 120,78 |
| 5    | Darja Daniłowa / Michel Tsiba                   | 177,54      | 6  | 58,61 | 5  | 118,93 |
| 6    | Chelsea Liu / Balazs Nagy                       | 172,60      | 5  | 61,23 | 7  | 111,37 |
| 7    | Kelly Ann Laurin / Loucas Éthier                | 160,79      | 7  | 49,18 | 6  | 111,61 |
| 8    | Yuna Nagaoka / Sumitada Moriguchi               | 135,39      | 8  | 45,36 | 8  | 90,03  |

### Pary taneczne
| Poz. | Zawodnicy                            | Nota łączna | RD | RD    | FD | FD     |
| ---- | ------------------------------------ | ----------- | -- | ----- | -- | ------ |
| 1    | Lilah Fear / Lewis Gibson            | 215,19      | 2  | 84,93 | 1  | 130,26 |
| 2    | Charlène Guignard / Marco Fabbri     | 214,56      | 1  | 85,27 | 2  | 129,29 |
| 3    | Allison Reed / Saulius Ambrulevičius | 196,86      | 3  | 78,71 | 3  | 118,15 |
| 4    | Juulia Turkkila / Matthias Versluis  | 191,01      | 4  | 74,66 | 4  | 116,35 |
| 5    | Loïcia Demougeot / Théo le Mercier   | 187,76      | 5  | 73,58 | 5  | 114,18 |
| 6    | Emily Bratti / Ian Somerville        | 183,43      | 6  | 71,47 | 6  | 111,96 |
| 7    | Marie-Jade Lauriault / Romain Le Gac | 176,26      | 7  | 71,35 | 7  | 104,91 |
| 8    | Lorraine McNamara / Anton Spiridonov | 167,84      | 8  | 65,65 | 9  | 102,19 |
| 9    | Misato Komatsubara / Tim Koleto      | 167,61      | 9  | 64,12 | 8  | 103,49 |